# Radmer
Radmer osztrák község Stájerország Leobeni járásában. 2017 januárjában 571 lakosa volt.    

## Elhelyezkedése

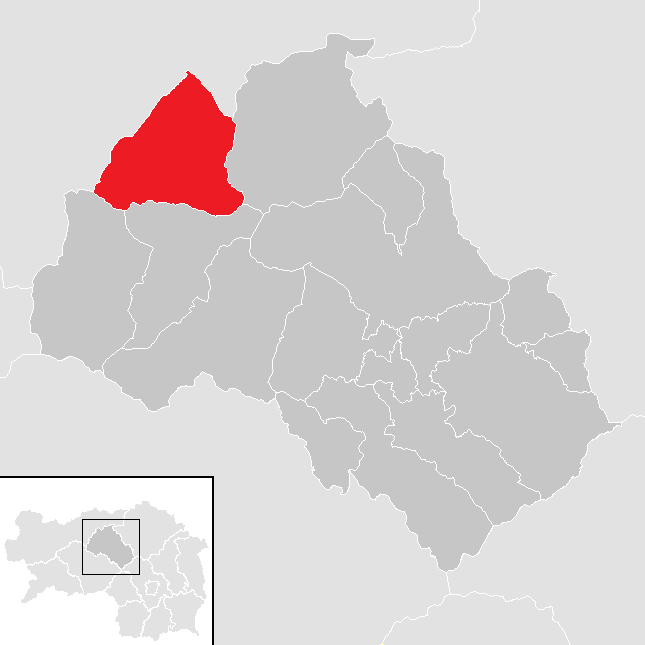
Radmer a Leobeni járásban

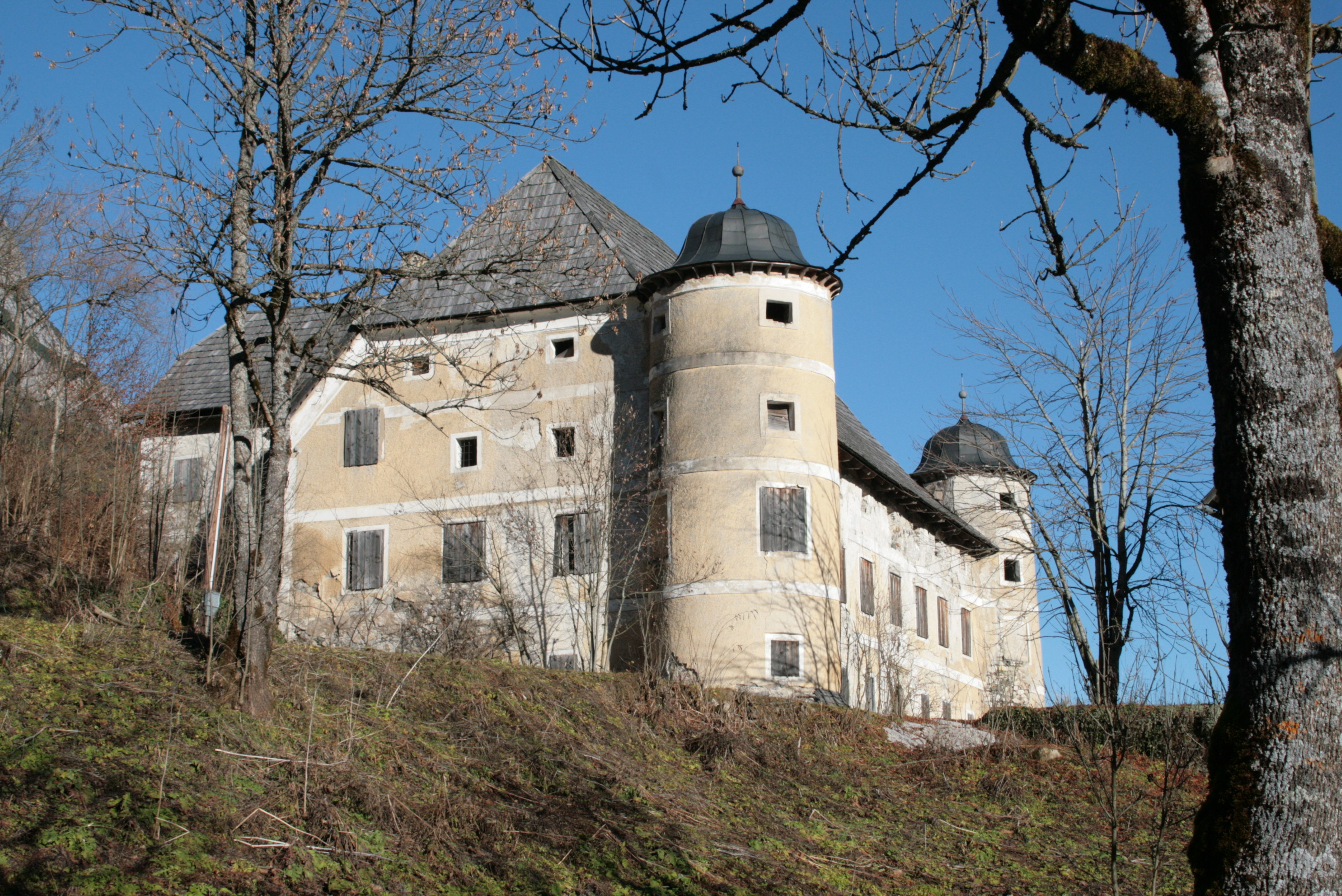
A Greifenberg-kastély

Radmer Felső-Stájerországban fekszik, az Eisenerzi-Alpokban, a Radmerbach patak völgyében. Legmagasabb hegyei a Lugauer (2217 m), a Zeiritzkampel (2125 m) és a Kaiserschild (2085 m). Az önkormányzat két települést egyesít (mindkettőt a saját katasztrális községében): Radmer an der Hasel (167 lakos) és Radmer an der Stube (422 lakos).
A környező önkormányzatok: keletre Eisenerz, délre Kalwang, délkeletre Wald am Schoberpaß, nyugatra Admont, északra Landl.

## Története
Ahogyan a község címerén is megmutatkozik, a bányászatnak háromezer éves hagyománya van a környéken. Évszázadokig a rézérc kitermelése volt a hely lakóinak fő foglalkozása, a bányák 1855-ös bezárásáig. A 18 század elejétől megkezdődött a vasérc kitermelése is; ez kisebb-nagyobb megszakításokkal 1979-ig tartott. A lakosság másik fő jövedelemtermelő tevékenysége a fakitermelés volt; az erdészet ma is kiemelkedő jelentőségű. A Radmer környéki hegyek és erdők az osztrák császárok kedvelt vadászterületei voltak, vadászkastélyát Ferenc József és Erzsébet királyné is látogatta.

## Lakosság
A radmeri önkormányzat területén 2017 januárjában 571 fő élt. A lakosságszám 1961 óta (akkor 1178 fő) csökkenő tendenciát mutat. 2015-ben a helybeliek 98,3%-a volt osztrák állampolgár; a külföldiek közül 0,5% a régi (2004 előtti), 0,8% az új EU-tagállamokból érkezett. 2001-ben a lakosok 94,6%-a római katolikusnak, 0,6% evangélikusnak, 4,8% pedig felekezet nélkülinek vallotta magát.

## Látnivalók

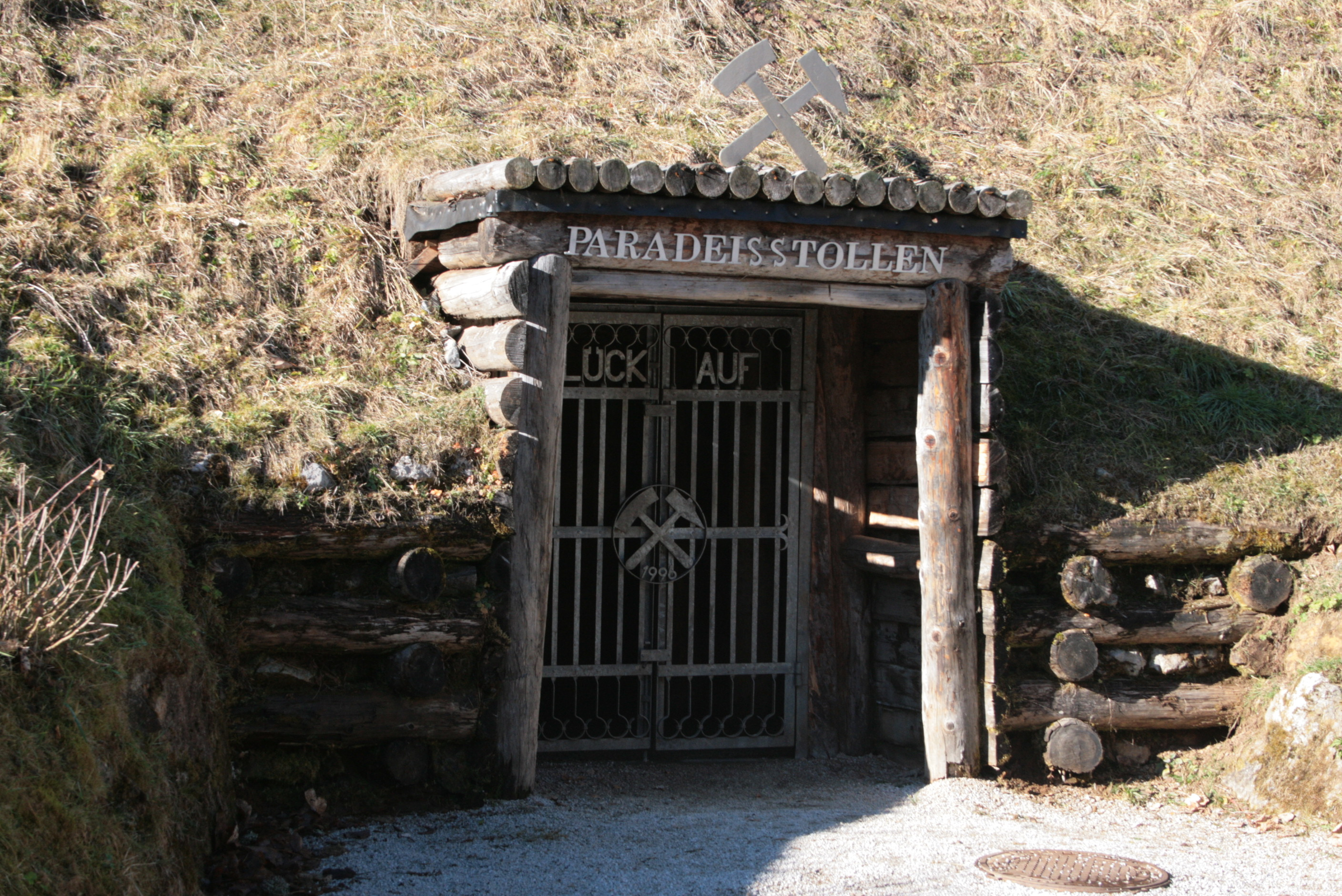
A Paradicsomtárna bejárata

- a Paradicsomtárna (Paradeisstollen) egy valamikori rézbánya ahol a látogatók megtekinthetik a késő középkori bányászat mindennapjait. A radmeri rézbányák virágkorukban Közép-Európa négy legfontosabb réztermelő helyszíne közé tartoztak és mintegy 60 tárnát vájtak ki a hegyekből. A termelés 1596-ban érte el csúcspontját 480 tonna rézzel. Az alpesi bányákban itt hajtották végre az első lőporos robbantást 1634-ben. A 16-17. században a bányák az alsó-ausztriai seitenstetteni apátság tulajdonában voltak.
- a Páduai Szent Antalnak szentelt búcsújáró templomot 1602-ben szentelték fel. Giovanni Pietro de Pomis udvari építész tervei alapján Hans Reßl építette fel. Főoltára 1727 körülről származik, de a középső, Szent Antalt a gyermek Jézussal ábrázoló festmény 1602-ből való.
- a Greifenberg-kastély 1600 körül épült császári vadászkastélynak. A 18. században a Greifenberg bárók szerezték meg és ekkor nyerte el mai külsejét is. A 18. században a seitestetteni kolostor kezére került, majd a század végén Ferenc József vadászkastélyként használta. A trónörökösé lett, majd annak meggyilkolása után máig örökösei, a Hohenbergek kezén van.
- a Herrschafthaus már I. Miksa császár (1459-1519) idején vadászházként funkcionált, majd 1602-ben kastéllyá bővítették. Később a bányák vezetősége talált itt elszállásolást.
- a radmeri vadászkastélyt Ferenc József építtette 1872/73-ban svájci stílusban. Szintén Hohenberg-tulajdon.

## Fordítás
- Ez a szócikk részben vagy egészben  a   Radmer című német Wikipédia-szócikk ezen változatának fordításán alapul.  Az eredeti cikk szerkesztőit annak laptörténete sorolja fel. Ez a jelzés csupán a megfogalmazás eredetét és a szerzői jogokat jelzi, nem szolgál a cikkben szereplő információk forrásmegjelöléseként.